# The Marcels
The Marcels was een Amerikaanse doowop-zanggroep uit het begin van de jaren 1960.

## Bezetting en oprichting
- Richard F. Knauss (bariton)
- Fred Johnson (bas)
- Gene J. Bricker (tenor)
- Ron 'Bingo' Mundy (tenor)
- Cornelius Harp (leadzanger)

The Marcels werden in 1959 geformeerd in Pittsburgh. Aanvankelijk trad de groep op in Pittsburgh, totdat de manager Jules Kruspir zijn blikken op hen had gericht. Omdat de groep geen eigen songmateriaal had, namen ze bekende doowopsongs op. Kruspir stuurde een demotape naar Colpix Records in New York, een sublabel van Columbia Records.

## Carrière
Stu Phillips, de A&R manager van Colpix, haalde de groep naar New York, waar ze in februari 1961 in de RCA Records-studio's een eigen doowop-versie opnamen van de klassieker Blue Moon van Glen Gray uit 1939. Kort na de opname stuurde het label een tape met het nummer naar de diskjockey Murray the K., die zo enthousiast was van het nummer, dat hij het 26 maal tijdens zijn vier uur durende radio-uitzending draaide. De resonantie bij het publiek was zo groot, dat Colpix de plaat alsnog in februari op de markt bracht.
Reeds op 6 maart 1961 plaatste Blue Moon zich voor de eerste keer in de Amerikaanse Billboard-hitlijst, bereikte op 27 maart de top 10 en verdrong op 3 april de Elvis Presley-song Surrender van de 1e plaats, die Blue Moon drie weken lang kon vasthouden. In totaal bleef de single 14 weken in de hitlijst, Ook in de r&b-hitlijst bereikte de single de 1e plaats. Ook in het Verenigd Koninkrijk scoorde het nummer een 1e plaats in de singlehitlijst.
In maart 1961 namen The Marcel zes verdere nummers op, in april nog eens vijf, waaronder hun volgende single Summertime uit de opera Porgy and Bess van George Gershwin. De plaat bereikte slechts een schamele 78e plaats. In de zomer van 1961 traden The Marcels samen met Dion en Chubby Checker op in de rock-'n-roll-film Twist Around the Clock. In juli verscheen het album Blue Moon.
In de oorspronkelijke bezetting nam de groep in totaal slechts 18 titels op, want in augustus 1961 verlieten oprichter Richard Knauss en Gene Bricker, na onenigheden met Jules Kruspir, de groep. Ze waren de enige blanke zangers in de tot dan gemengde groep. Ze werden vervangen door Alan Johnson (bariton), de broer van Fred Johnson, en Walt Maddox (tenor), zodat de groep nu nog uit uitsluitend zwarte muzikanten bestond. Deze nieuwe bezetting nam in september 1961 de volgende songs op, waaronder de titel Heartaches, een succesnummer van Guy Lombardo uit 1931. Heartaches werd de tweede en laatste top 10-hit van de groep en bereikte een 7e plaats in de Billboard Hot 100 en de 19e plaats in de r&b-hitlijst.
Aan het eind van 1961 verliet Ronald 'Bingo' Mundy de groep. Aan het begin van 1962 probeerden The Marcels met de klassieker My Melancholy Baby (1915) van Walter van Brunt in de hitlijst te komen, echter de single kwam slechts op de 58e plaats terecht. De daarop volgende single Twistin' Fever kon zich niet meer in de hitlijst plaatsen. Colpix publiceerde in 1961 vijf singles van de groep, maar ging toenemend over op het uitbrengen van ouder materiaal als singles.
Successen bleven vanaf 1962 uit en aan het einde van het jaar verliet ook Cornelius Harp de groep. Het album Honestly Sincere verscheen in 1963. Toen ook de verdere drie singles tot aan de zomer in 1963 geen succes hadden, verliet de groep Colpix Records en tekende een contract bij Kyra Records. De beide in 1964 bij Kyra Records verschenen singles hadden eveneens geen succes en ze kregen geen nieuw contract.
Nadat ook Alan Johnson de groep had verlaten, stelde Fred Johnson een kwartet samen, dat bestond uit Walt Maddox (leadzanger), Richard Harris (bariton), William Herndon (tenor) en Fred Johnson (bas). Pas in 1973 kregen The Marcels weer een platencontract. Ze publiceerden tussen 1973 en 1975 in totaal zes singles bij vier verschillende labels, maar successen bleven uit. Tot in de jaren 1980 trad het kwartet weer op. Een comeback-poging in 1982 van Maddox als Walt Maddox & The Marcel faalde in 1983 na twee mislukte singles.
Er verschenen nog enkele albums, die echter meestal compilaties waren van het oude songmateriaal. Zo publiceerde Colpix de sampler Heartaches met 21 opnamen. Bij Crystal Ball Records verscheen in het midden van de jaren 1970 een door Adam Pick geproduceerd album van het Marcels-kwartet, waarop doowop-songs nagezongen werden. In 1986 publiceerde Murray Hills Records een compilatie van oude Marcels-titels.
In 2002 werd de groep opgenomen in de Vocal Group Hall of Fame. In 2006 werd hun hit Heartaches door Peugeot herontdekt voor een reclamespot.

## Discografie

### Singles
- 1961: Blue Moon / Goodbye To Love
- 1961: Summertime / Teeter-Totter Love
- 1961: You Are My Sunshine / Find Another Fool
- 1961: Heartaches / My Love For You
- 1961: Merry Twist-mas / Don't Cry For Me This Christmas
- 1962: My Melancholy Baby / Really Need Your Love
- 1962: Footprints In The Sand / Twistin' Fever
- 1962: Flowerpot / Hold On
- 1962: Friendly Loans / Loved Her The Whole Week Through
- 1962: Alright, Okay, You Win / Lollipop Baby
- 1963: That Old Black Magic / Don't Turn Your Back On Me
- 1963: Give Me Back Your Love / I Wanna Be The Leader
- 1963: One Last Kiss / Teeter-Totter Love
- 1963: One Last Kiss / You've Got To Be Sincere

### Albums
- 1961: Blue Moon
- 1963: That Old Black Magic And 12 Other Great Songs
- ####: Just Because
- ####: Taint Nobody's Biz-ness If I Do
- ####: Heartaches
- ####: I'm Walking Through Heaven With You
- ####: Trouble in Mind (song)|Trouble in Mind
- ####: Ooh Look A There Ain't She Pretty
- ####: That Old Black Magic
- ####: Please Come Back
- ####: You Always Hurt The One You Love
- ####: Did You Ever
- ####: My Bucket's Got A Hole In It
- ####: Sway
- ####: The Wayward Wind Twist

### NPO Radio 2 Top 2000
| Nummer met noteringen in de NPO Radio 2 Top 2000 | '99  | '00 | '01  | '02  | '03  |
| ------------------------------------------------ | ---- | --- | ---- | ---- | ---- |
| Blue Moon                                        | 1482 | -   | 1834 | 1914 | 1905 |

1. ↑  Een '-' betekent dat het nummer niet was genoteerd en een vetgedrukt getal geeft de hoogste notering aan.
2. ↑  Deze tabel is bijgewerkt tot en met de laatste editie (2024).